# Ле-Пен-Мирабо
Ле-Пен-Мирабо (фр. Les Pennes-Mirabeau) — коммуна на юго-востоке Франции в регионе Прованс — Альпы — Лазурный Берег, департамент Буш-дю-Рон, округ Экс-ан-Прованс, кантон Гардан.
Площадь коммуны — 33,66 км², население — 20 231 человек (2006) с тенденцией к стабилизации: 20 279 человек (2012), плотность населения — 602,5 чел/км².

## Население
Население коммуны в 2011 году составляло 19 534 человека, а в 2012 году — 20 279 человек.
| 1962 | 1968  | 1975  | 1982  | 1990  | 1999  | 2006  | 2011  | 2012  |
| ---- | ----- | ----- | ----- | ----- | ----- | ----- | ----- | ----- |
| 7615 | 10146 | 14839 | 15691 | 18599 | 19041 | 20231 | 19534 | 20279 |

Динамика населения:

## Экономика
В 2010 году из 12 364 человек трудоспособного возраста (от 15 до 64 лет) 8762 были экономически активными, 3602 — неактивными (показатель активности 70,9 %, в 1999 году — 67,6 %). Из 8762 активных трудоспособных жителей работали 8008 человек (4083 мужчины и 3925 женщин), 754 числились безработными (361 мужчина и 393 женщины). Среди 3602 трудоспособных неактивных граждан 1195 были учениками либо студентами, 1347 — пенсионерами, а ещё 1060 — были неактивны в силу других причин.
На протяжении 2010 года в коммуне числилось 7879 облагаемых налогом домохозяйств, в которых проживало 19 027,5 человек. При этом медиана доходов составила 22 тысячи 163 евро на одного налогоплательщика.